# دورة فرنسا المفتوحة 2010
دورة فرنسا المفتوحة 2010 هي النسخة 109 من دورة رولان غاروس الدولية، امتدت من 18 مايو إلى 6 يونيو 2010 بباريس (فرنسا).

## الفائزون
- رافائيل نادال للذكور فردي.
- فرانتشيسكا سكيافوني للإناث فردي.
- سيرينا ويليامز وفينوس ويليامز للإناث مزدوج.
- إلينا سفيتولينا (الوصيفة  أنس جابر) للإناث أواسط.